# Yehoshua Bertonov
Yehoshua Bertonov (en hebreo: יהושע ברטונוב‎); (Vilna, Imperio ruso, 16 de marzo de 1881 - Tel Aviv, Israel,  c. 1971
) fue un actor de teatro israelí.

## Biografía
Bertonov nació el 16 de marzo de 1881 en Vilna, Lituania, entonces parte del Imperio ruso. Actuó en el teatro municipal ruso de Vilna desde 1905 hasta 1911. Después de interpretar inicialmente pequeños papeles, en un momento fue llamado inesperadamente para interpretar el papel de Shmaga en la obra de Aleksandr Ostrovski, Culpable sin culpa, reemplazando a un actor que se había enfermado; la actuación fue tan exitosa que en adelante se convirtió en el actor cómico principal de la compañía.
Luego pasó a actuar y dirigir en el escenario ruso en otras ciudades; durante un tiempo fue director del teatro estatal ruso en Tiflis, capital de la Gobernación de Tiflis (actualmente Georgia), donde simultáneamente dirigía un teatro amateur yidis.
Estableció un grupo de teatro amateur judío que actuó en el teatro Sholem Aleijem en Moscú.
En 1912, durante una actuación especial con un grupo de teatro ruso en Białystok (entonces en la gobernación de Grodno, Imperio ruso), Bertonov se encontró con Nahum Zemach, más tarde conocido como el fundador del Teatro Habima en idioma hebreo. Bertonov se convirtió en miembro de un grupo de teatro hebreo amateur que Zemach había organizado en Bialystok en ese momento – uno de los precursores de lo que luego se convirtió en Habima. Cuando Zemach hizo los arreglos para que su grupo actuara en el XI Congreso Sionista en Viena, en 1913, con el fin de obtener apoyo para su idea de establecer un teatro de arte hebreo, Bertonov dirigió la obra – una traducción hebrea del drama histórico en ruso de Osip Dymov, El eterno errante. Aprendiendo sus líneas en hebreo bajo la guía de Zemach, Bertonov, a su vez, entrenó a los otros actores en hebreo.
Después de que la actuación en el congreso no logró atraer o involucrar a una audiencia significativa, el grupo se quedó sin recursos financieros y Zemach se retiró debido a una enfermedad. Bertonov y el hermano de Zemach reorganizaron el grupo varias semanas después y, con el patrocinio de la asociación Amantes del idioma hebreo, dirigieron al grupo revivido en una gira, interpretando El eterno errante en varias ciudades del Imperio Ruso, incluidas Minsk, Bobruisk y Vilna.
Frustrado por la mala organización, este grupo también se disolvió después de unas pocas semanas. Casi una década más tarde, después de que Zemach estableciera con éxito Habima en Moscú (en 1918), Bertonov solicitó unirse a la compañía idealista y unida de Habima; algunos miembros inicialmente se opusieron a su admisión, por escepticismo de que un actor profesional tan establecido desde hace mucho tiempo tuviera la mentalidad abierta y la disposición para la experimentación que el colectivo dramático requería de sus miembros, pero con el apoyo de Zemach, fue admitido en 1922. Emigró a Eretz Israel en 1928, junto con el Teatro Habima.

## Premios y distinciones
- En 1959 recibió el Premio Israel de Teatro.[7]
- La Sala Bertonov del Teatro Habima lleva su nombre.[3]

## Familia
La hija de Bertonov fue la bailarina y coreógrafa ganadora del Premio Israel, Devorah Bertonov, y su hijo fue el actor y locutor, Solomon Bertonov.